# Josip Čemažar
Josip Čemažar * 20. marca 1891 v Ljubljani + 20. septembra 1959 v Ljubljani, lastnik in idejni vodja vodilne litografije v Ljubljani od leta 1920 do 1945. 

## Življenje in delo
Rodil se je v Ljubljani materi Antoniji Zavrl kot tretji otrok, ki se je leta 1901 poročila s Francem Čemažarjem. Tiskarskega poklica se je izučil v Blaznikovi litografiji (Jožef Blaznik)v letih od 1904 do 1908. Po končanem uku je pri 17. letih odšel na izpopolnjevanje v Nemčijo, kjer si je pridobil dodatna znanja. Leta 1914 pa do konca 1. svetovne vojne vojne je bil aktivni vojak.  Leta 1920 je skupaj z družabnikom Edvardom Stuchlyjem ustanovil podjetje z imenom Litografija Josip Čemažar. Sprva je podjetje delovalo v novi zgradbi na Friškovcu, ob križišču današnje Masarykove in Njegoševe ulice. Delovali so z dvema brzotiskalnima litografskima strojema, ki sta jih kupila od tiskarja Ludwiga Mϋnza v Neustadtu. Sprva je bilo zaposlenih le šest delavcev, ki so bili večinoma tujci. Leta 1927 se je podjetje preselilo na Igriško ulico v Ljubljani, kjer so dopolnili svojo strojno opremo. Kupili so prvi stroj za ofsetni tisk, uredili svojo knjigoveznico, kartonažo, obrat za izdelavo koledarjev in obrat za izdelavo usnjene galentarije. S povečanjem naročil se je dvignilo tudi število zaposlenih na 120 delavcev.
Izdelovali so tiskovine, zemljevide, delnice, plakate, slike, notne zvezke, skripta vrečke za semena za [semenarno Sever], etikete in podobno. Značilnost litografije je bila založba različnih stenskih in žepnih koledarjev. Tiskali so tako za slovenske, kakor tudi za državne potrebe in marsikaj izvozili tudi v tujino. Za tiste čase so bili največji in najkvalitetnejši litografski obrat. Malo pred vojno je J. Čemažar kupil obsežno parcelo v Medvodah, kjer je nameraval zgraditi tiskarno in hiše za delavce, vendar mu je vojna to preprečila. 
Leta 1946 Josipu Čemažarju niso podaljšali obrtnega dovoljenja in so vse njegovo premoženje nacionalizirali. Inventar litografije in kartonažne je bil dodeljen Umetniškemu zavodu za litografijo s sedežem v Igriški ulici 6, druge premičnine je prevzel Mestni ljudski odbor. Leta 1958 je Umetniški zavod za litografijo prevzela Mladinska knjiga, kartonažo je prevzela [Kartonažna tovarna] Ljubljana. 
Josipa Čemažarja so zvečer 12. septembra 1945 aretirali in naslednji dan zaprli. O njem so sprožili postopek  pri javnem tožilcu za okrožno mesto Ljubljana. Dne 25. septembra 1945 je bil obsojen na 5 let zapora in 8 let izgube državljanskih pravic ter zaplembo celotnega premoženja razen stanovanjske hiše. Kasneje so ga na številne pritožbe in dodatna pričanja izpustili. Po izpustitvi iz zapora se je zaposlil v domžalski tovarni usnjene galentarije Toko, kjer je bil vodja izvoznega oddelka in razširil prodajo po Evropi in Ameriki.